# Loggia dei Militi

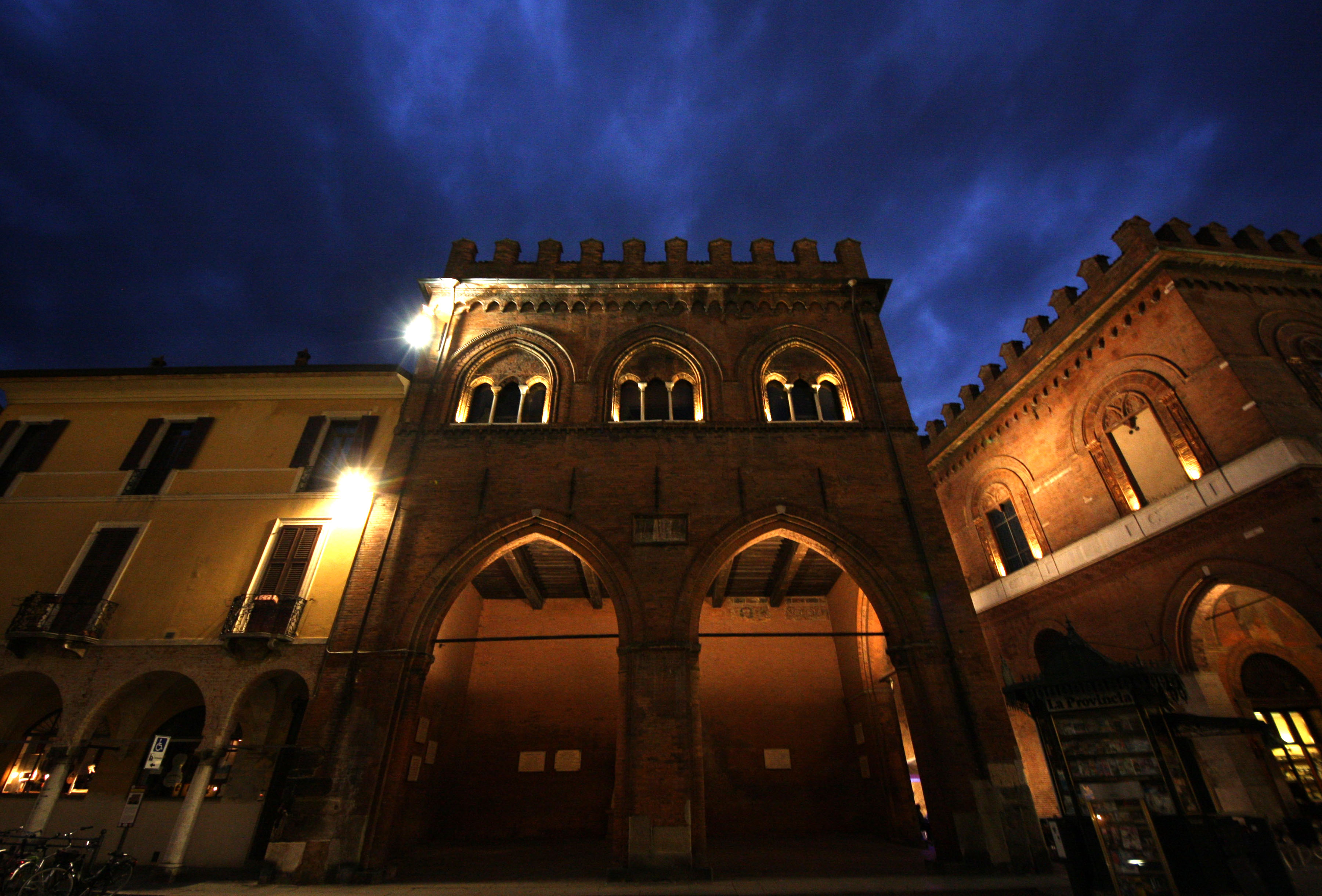
Loggia dei Militi di notte

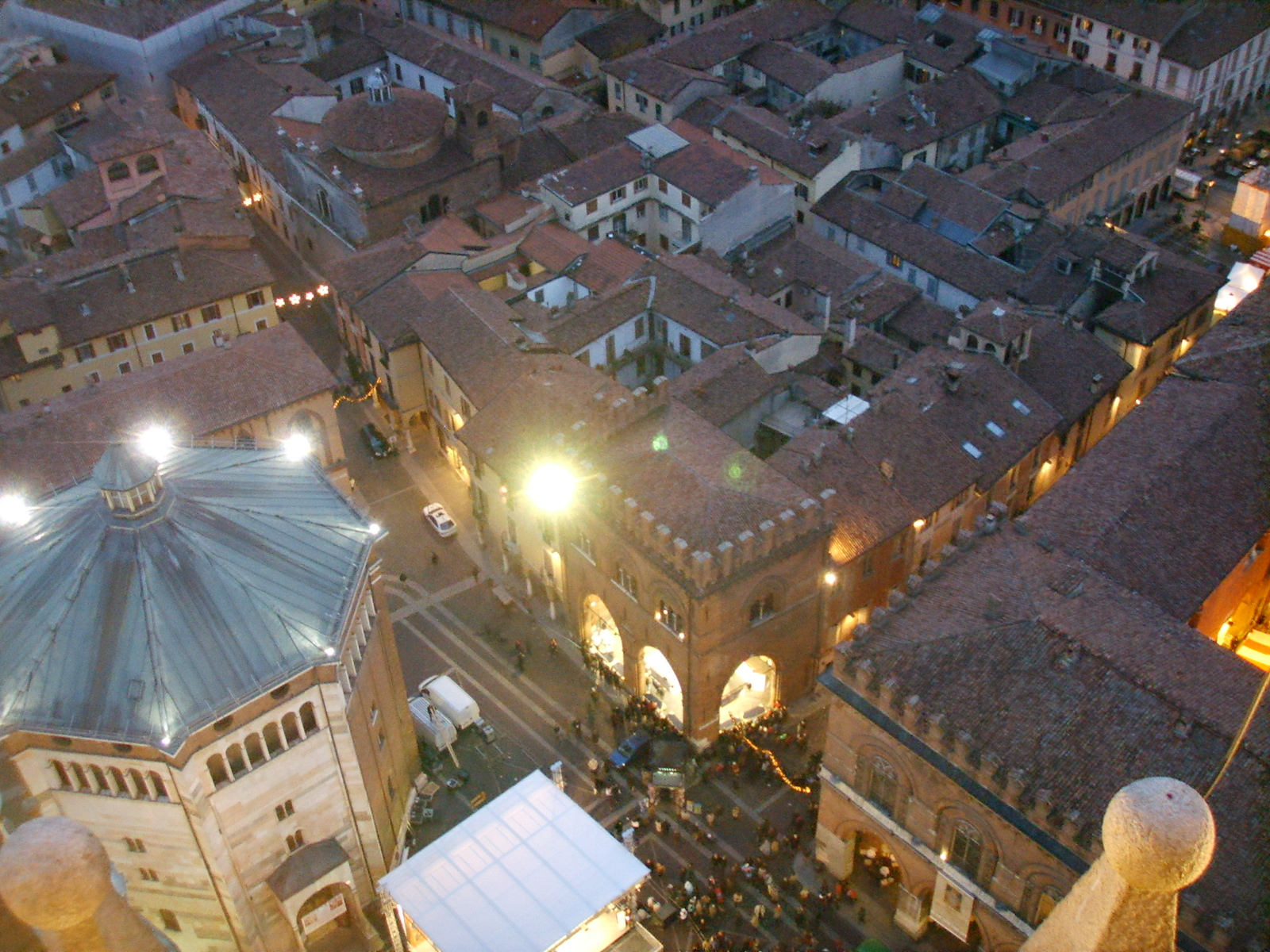
La Loggia dei Militi (al centro) vista dal Torrazzo

La Loggia dei Militi è un edificio storico cremonese, certamente uno dei più antichi della città.
Nella facciata dell'edificio è presente una lapide murata in cui, al centro, è presente il Gonfalone del Comune, accompagnato dai leoni che rappresentano le quattro porte della città di Cremona: Ariberta, Pertusia, San Lorenzo e Natali. La lapide, inoltre, specifica che la Loggia dei Militi fu edificata nel 1292.
La Loggia dei Militi era il luogo di riunione della "Società dei Militi", una società che esisteva già da molto tempo prima della costruzione di questo edificio e alla quale appartenevano i più ricchi ed eminenti abitanti della città e del suo territorio.
Oltre che alle riunioni sociali, l'edificio serviva alla custodia di bandiere, statuti e altri oggetti sociali.
Secondo uno schema architettonico presente anche in altri edifici civili lombardi del tempo, la Loggia dei Militi è costituita da due ambienti rettangolari sovrapposti.
Sotto il portico viene conservato l'emblema di Cremona, una composizione scultorea costituita da due Ercoli che reggono in mezzo tra loro lo stemma cittadino (Ercole, secondo la leggenda, fu il fondatore di Cremona).
L'emblema di Cremona non si trovava però qui in origine; vi fu trasferito dalla porta Margherita, demolita nel 1910 ed ivi collocato nel 1964 (lapide).
Nel maggio 2015 la corona posta nella parte superiore della scultura è stata distrutta da un atto di vandalismo.